# Famiglia Allison

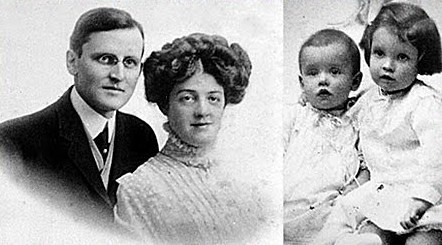
La famiglia Allison

Gli Allison erano una famiglia canadese che si trovava a bordo del transatlantico Titanic durante il suo tragico naufragio, occorso la notte tra il 14 e il 15 aprile 1912.
La famiglia era composta dal capofamiglia Hudson Joshua Creighton Allison (9 dicembre 1881 - 15 aprile 1912), dalla moglie Bess Waldo Allison (nata Daniels, 14 novembre 1886 - 15 aprile 1912), e dai figli Helen Loraine Allison (5 giugno 1909 - 15 aprile 1912) e Hudson Trevor Allison (7 maggio 1911 - 7 agosto 1929).

## Biografia
Hudson nacque nel 1881 a Chesterville, Ontario, da Jesse Rose Allison e Pheobe Johnston. Iniziò lavorando come impiegato al Chester Casselman's General Store di Chesterville, poi all'età di 19 anni fu assunto nel ruolo di intermediario di banca dallo zio George "Frank" Johnston, lavorando prima a Montréal, poi presso la New York Life Insurance Company, e infine aprì un proprio ufficio a Winnipeg. Il 9 dicembre 1907 sposò a Milwaukee la ventunenne Bess Waldo Daniels, figlia di Arville Fisher Daniels e Sarah Jane McCully.
Nel 1912 gli Allison si trovavano in Inghilterra perché Hudson doveva partecipare a una riunione del consiglio d'amministrazione della British Lumber Corporation. Per il viaggio di ritorno in Canada acquistarono dei biglietti di prima classe sul transatlantico Titanic, al suo viaggio inaugurale. Assieme a loro viaggiavano la bambinaia di Trevor, Alice Catherine Cleaver, la cameriera personale di Bess, Sarah Daniels, la cuoca Amelia Mary "Mildred" Brown e lo chauffeur di Hudson, George Swane. Hudson e Bess alloggiarono nella cabina C-22, Loraine e Sarah nella C-24, e Trevor e Alice nella C-26, mentre gli altri due impiegati occuparono cabine di seconda classe.
La sera del 14 aprile, i coniugi Allison cenarono in compagnia del maggiore Arthur Godfrey Peuchen e di Harry Molson. Bess mostrò brevemente alla figlia Loraine la maestosa e lussosa sala da pranzo di prima classe in stile giacobiano.

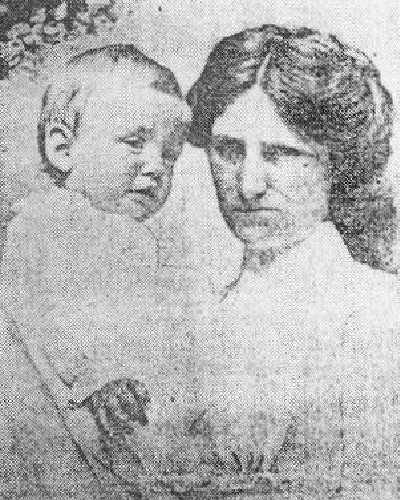
Alice Cleaver e Trevor Allison nel 1912, dopo il naufragio

Più tardi, dopo che la nave urtò l'iceberg, la bambinaia Alice Creaver, non riuscendo a placare l'isteria di Bess, che voleva a tutti i costi rimanere all'interno della sua cabina, prese in braccio il piccolo Trevor e fuggì assieme a lui, rifugiandosi sulla lancia di salvataggio numero 11, dove trovò posto anche la cuoca Mildred Brown. Sarah Daniels, invece, abbandonò la nave sulla lancia numero 8. Furono i membri dell'equipaggio a convincerla a salire, promettendole che avrebbero informato loro i suoi datori di lavoro di quanto stava accadendo.
I coniugi Allison e la piccola Loraine, invece, rimasero a bordo del Titanic, alla ricerca del piccolo Trevor, ignari del fatto che la Cleaver lo aveva già messo al sicuro su una scialuppa. Secondo il maggiore Peuchen, Bess Allison avrebbe potuto tranquillamente abbandonare la nave assieme a Loraine sulla sua lancia, la numero 6, ma scelse invece di ritornare a bordo della nave, trascinando con sè la figlia, per ricongiungersi al marito e continuare la ricerca di Trevor. Sempre secondo la testimonianza di Peuchen, Bess non riuscì a trovare il marito e, spinta dentro una delle ultime due zattere pieghevoli, la vide per l'ultima volta mentre precipitò fuori dalla barca parzialmente allagata.
I coniugi Allison e la piccola Loraine morirono nel naufragio e soltanto il cadavere di Hudson fu ripescato dalle gelide acque dell'Atlantico, contrassegnato col numero 135 e sepolto al Maple Ridge Cemetery di Chesterville. I corpi di Bess e Loraine, se recuperati, non furono mai identificati. Anche il giovane chauffeur George Swane morì nella tragedia e il suo corpo, il numero 294, fu recuperato dalla CS Mackay Bennett e sepolto al Fairview Cemetery di Halifax, Nuova Scozia.
Trevor, rimasto orfano, fu affidato dalla Cleaver agli zii paterni George e Lillian Allison, che lo presero in cura. Morì nel 1929 all'età di 18 anni per un'intossicazione alimentare.

## Il caso di Loraine Kramer
Nel 1940, una donna di nome Helen Loraine Kramer affermò di essere Loraine Allison e che, durante il naufragio, i suoi genitori l'avrebbero affidata a un uomo che si faceva chiamare Hyde (alcuni azzardarono si trattasse del costruttore navale Thomas Andrews), il quale l'avrebbe salvata dal naufragio e poi si sarebbe preso cura di lei, crescendola in una fattoria nel Midwest americano. Gli Allison, tuttavia, non credettero alle affermazioni della donna, che alla fine se ne andò senza farsi più sentire, morendo nel 1992.
Nel dicembre 2013, il Loraine Allison Identification Project annunciò i risultati del test del DNA mitocondriale eseguito su un campione donato da una discendente in linea femminile della Kramer e da alcuni discendenti degli Allison. Il test fu eseguito dal DNA Diagnostics Center, una struttura accreditata dall'American Society of Crime Laboratory Directors. I risultati furono negativi e dimostrarono che non esisteva alcuna relazione genetica tra la Kramer e la famiglia Allison.

## Nella cultura di massa
Gli Allison vennero rappresentati nel film muto tedesco del 1912 In Nacht und Eis, senza però essere chiamati per nome. Apparvero inoltre nella miniserie televisiva Titanic del 1996, dove figurarono tra i personaggi principali, e in quella del 2012.